# خوان ویسنته گومز
خوان ویسنته گومز (انگلیسی: Juan Vicente Gómez; زاده ۲۴ ژوئیهٔ ۱۸۵۷ – درگذشته ۱۷ دسامبر ۱۹۳۵) سرباز، پرسنل نظامی، و سیاستمدار اهل ونزوئلا بود. وی سه بار در سال‌های ۱۹۰۸–۱۹۱۳، ۱۹۲۲–۱۹۲۹ و از ۱۹۳۱–۱۹۳۵ رئیس‌جمهور این کشور بود.
خوان ویسنته گومز در ۱۷ دسامبر ۱۹۳۵، در سن ۷۸ سالگی درگذشت.